# 38(t)対空戦車
38(t)対空戦車 （38(t)たいくうせんしゃ、ドイツ語: Flakpanzer 38(t)）は、第二次世界大戦中のドイツ軍の対空戦車である。正式名称は「38(t)自走砲車台L型使用38(t)対空戦車」（Flakpanzer 38(t) auf Selbstfahrlafette 38(t) Ausf L）で、特殊車輌番号はSd.Kfz.140である。

## 概要
1943年10月、公開実験された2cm Flakvierling38を搭載したメーベルワーゲンの試作型はすぐに量産可能であったが、これはヒトラーにより3.7cm Flak43への変更を命じられた。その間の繋ぎとして単装型の2 cm Flak 38を搭載した本車が開発され、装甲連隊の対空砲小隊で運用された。何らの準備作業をすることなく全周対空射撃が可能で、さらに戦闘室装甲板の上半分を倒すことで対地水平射撃が可能となる。車体は38(t)軽戦車のコンポーネントを流用した自走砲専用の物で、マルダーIIIM型やグリレK型と共通となっており、実際に本車用に作られた車台の最後の10輌分はグリレK型として完成している。
生産数は1943年11月から1944年2月までの140輌で、SS第12装甲師団「ヒトラーユーゲント」など西部戦線の部隊に配備され、激戦の中消耗していった。暫定的な車輌ゆえに火力は不足しており、予定通りメーベルワーゲンやヴィルベルヴィント、オストヴィントに更新された。

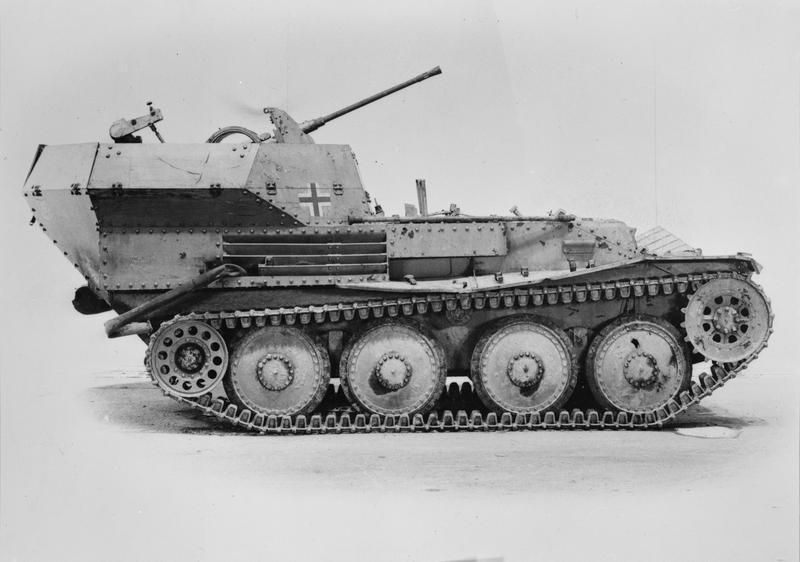
車体右側面。
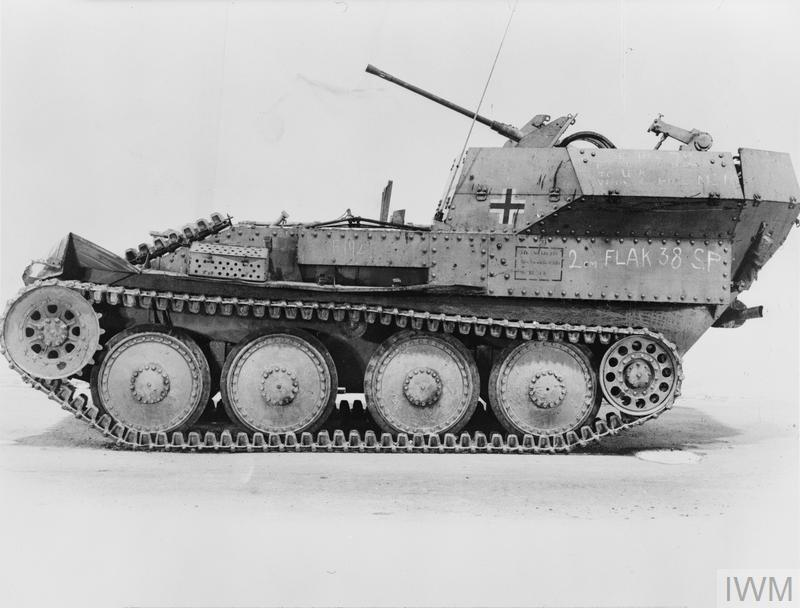
車体左側面。
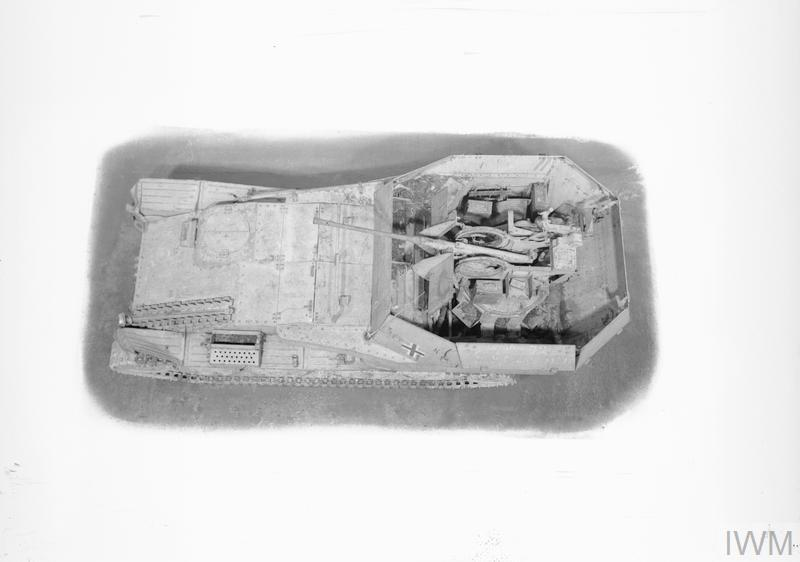
上方より
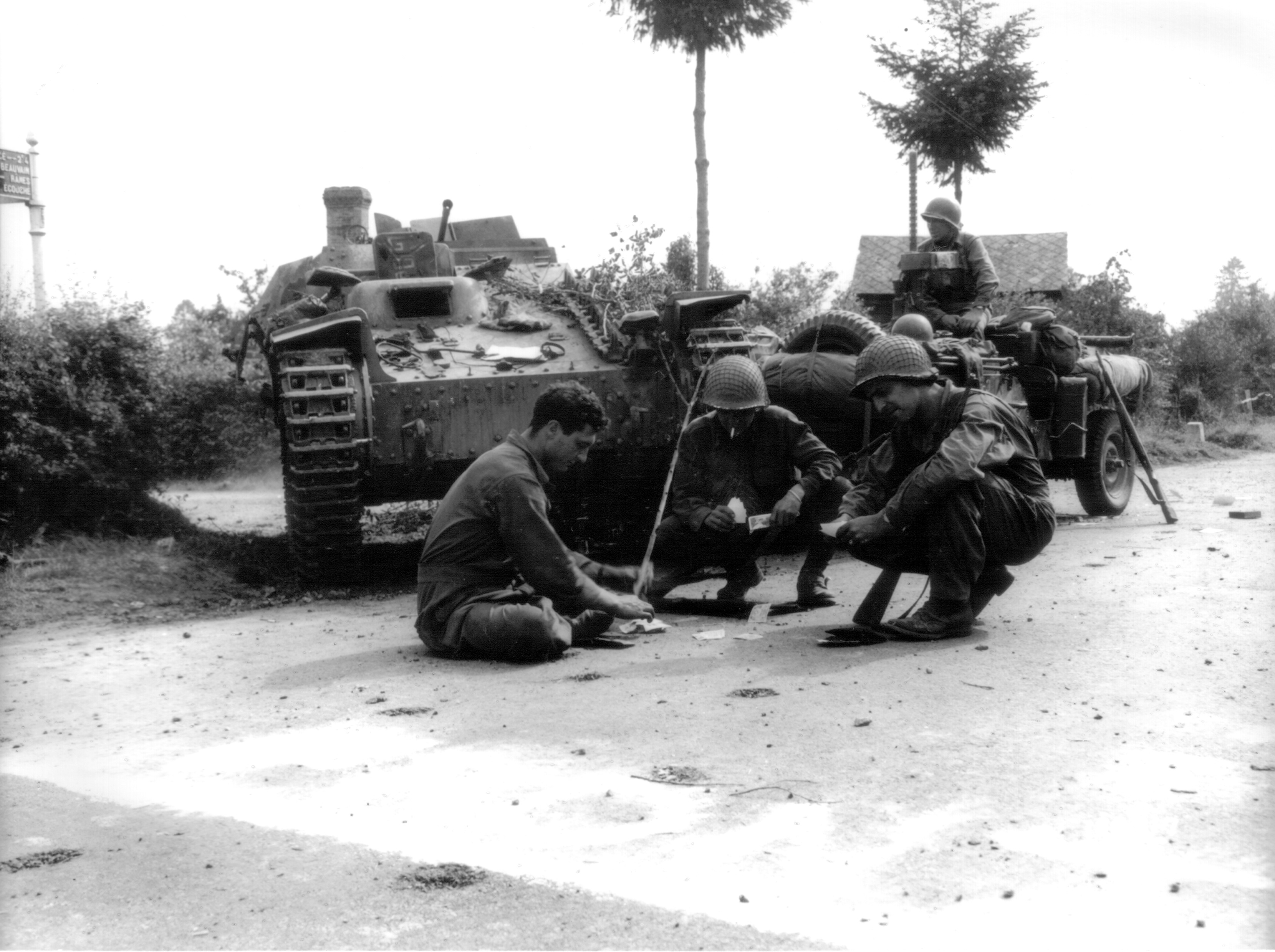
撃破された38(t)対空戦車。1944年、ノルマンディー。

## その他
愛称は特に無いが、アランホビー・ドラゴンモデルズ・イタレリ等各社の1/35のプラモデルでは「ゲパルト」（チーター）と命名されている。